# Alex Sanders
Alex Sanders (ur. 6 czerwca 1926 w Birkenhead/Liverpool, zm. 30 kwietnia 1988 w Sussex) – brytyjski okultysta, założyciel wikańskiej Tradycji Aleksandryjskiej. W swojej rodzinnej Wielkiej Brytanii obwołał się "Królem Czarownic". 
Tradycja aleksandriańska powstała w latach 60. XX wieku i jest dość podobna w założeniach do gardneriańskiej, jest jednak nieco bardziej liberalna. Gardnerianie (i nie tylko oni) oskarżają Sandersa o komercjalizację wicca jako religii i dorabianie do niej sensacyjnej otoczki. Inni, jak np. Janet i Steward Farrarowie (dziennikarze, pisarze i popularyzatorzy Wicca), uważają, że jego wkład w rozwój wicca był ogromny.

## Życiorys
Sanders urodził się w Birkenhead/Liverpoolu, jako najstarsze z sześciorga dzieci lokalnego wodzireja, nałogowego alkoholika. Barwne opowieści samego Sandersa na temat własnego dzieciństwa nie zostały dotąd zweryfikowane. Według tychże, Sanders jako siedmioletni chłopiec został inicjowany w kulcie czarownic przez swoją babkę, Mary Biddy. Miało się to stać, kiedy Sanders przypadkiem zastał babkę klęczącą nago wewnątrz kręgu i celebrującą rytuał. Dwa lata później przyszły wizjoner otrzymał ponoć na własność kopię Księgi cieni i stopniowo był wprowadzany w arkana religii.
Ukończył szkołę, będącą odpowiednikiem polskiego technikum, i początkowo pracował jako chemik w laboratorium. Ożenił się w wieku 21 lat z koleżanką z pracy, a niedługo później został ojcem dwojga dzieci. Małżeństwo to rozpadło się po pięciu latach. W latach sześćdziesiątych, już jako arcykapłan nowej tradycji wikańskiej, ożenił się po raz drugi z Maxine Moris, która została arcykapłanką aleksandriańskiego kowenu i wraz ze swoim mężem starała się popularyzować wicca.
Jeszcze w latach pięćdziesiątych i na początku sześćdziesiątych Sanders był członkiem kilku kultów i sekt, zasłynął także jako bioenergoterapeuta. Wszystko, co robił, było demonstracyjne i szeroko relacjonowane w mediach, którym Sanders chętnie udzielał informacji i wywiadów.
Na początku lat sześćdziesiątych, Sanders próbował przeniknąć w szeregi wikan, odmawiano mu jednak inicjacji. W odpowiedzi, Sanders wykradł (czego nie udowodniono) gardneriańską Księgę cieni i założył własną tradycję. Jako arcykapłan nowej gałęzi Wicca ogłosił, iż inicjacja gardneriańska nie była mu potrzebna, gdyż był już inicjowany jako dziecko. 
Alex Sanders zmarł 30 kwietnia 1988 na raka płuc. Nawet jego śmierć stała się pożywką dla mediów. Na pogrzebie pojawili się przedstawiciele prasy sensacyjnej, a za trumną podążał kamerzysta.